# Merodon mariae
Merodon mariae är en tvåvingeart som beskrevs av Hurkmans 1993. Merodon mariae ingår i släktet narcissblomflugor, och familjen blomflugor. Inga underarter finns listade i Catalogue of Life.